# Saint-Front, Charente
 Saint-Front  là một xã ở tỉnh Charente phía tây nước Pháp. Xã này có diện tích 13,35 km², dân số năm 1999 là 315 người. Khu vực này có độ cao trung bình 65 mét trên mực nước biển.